# Luis Guillermo Solís
Luis Guillermo Solís Rivera (* 25. dubna 1958, San José, Kostarika) je kostarický politik, historik a 47. prezident Kostariky mezi roky 2014 a 2018.

## Biografie
Vystudoval historii na univerzitě v hlavním městě San José a poté na Tulane University v New Orleans v USA. V roce 1981 se stal univerzitním lektorem v dějinách a politických vědách na Universidad Nacional a Universidad de Costa Rica.
Solís se připojil k Partido Liberación Nacional. Od roku 1986 do roku 1990, během prvního předsednictví Óscara Ariase, sloužil jako náčelník ministra zahraničí. Podílel se na přípravě mírového plánu pro Střední Ameriku, za který byla Ariasu udělena v roce 1987 Nobelovu cenu za mír. V letech 1994-1998 působil jako velvyslanec v Panamě, velvyslanec pro záležitosti Středoamerické unie a poté generální ředitel pro zahraniční věci ve vládě prezidenta José Marii Figuerese Olsena. V letech 2002 až 2003 byl generální tajemník Partido Liberación Nacional.
V roce 2005 rezignoval spolu s dalšími důležitými členy ze strany. Vyhlašovali vážné nesrovnalosti ve vnitřních volbách ve stranách a ztrátu původních hodnot. V roce 2009 vstoupil do politické strany Partido Acción Ciudadana.
Solís byl Partido Acción Ciudadana v roce 2014 nominován do prezidentských voleb. V prvním kole měl s překvapení o 30,6% hlasů více než Johnny Araya Monge z Partido Liberación Nacional. Araya opustil svou kandidaturu 5. března, aby se vyhnul plýtvání penězi za ztrátu volební kampaně vzhledem k jeho špatným číslům v hlasováním. Hlasování se mělo uskutečnit podle ústavy, jak bylo plánováno 6. dubna. Dne 8. května 2014 byl oficiálně uveden do úřadu. Dne 8. května 2018 nastoupil do prezidentské funkce jeho nástupce Carlos Alvarado Quesada ze strany Partido Acción Ciudadana.